# Huayuan, Huoqiu
Huayuan (kinesiska: 花园) är en köping i östra Kina. Den ligger i Huoqiu härad i staden Lu'an i provinsen Anhui, omkring 87 kilometer väster om provinshuvudstaden Hefei. Antalet invånare är 32887. Befolkningen består av 15 470 kvinnor och 17 417 män. Barn under 15 år utgör 18,0 %, vuxna 15-64 år 71 %, och äldre över 65 år 9,0 %.